# Jindřich Blažíček
Jindřich Blažíček (24. května 1903 Brno-Královo Pole – 13. ledna 1979 Praha) byl český operní zpěvák (tenor) a filmový herec.

## Život
V Brně vystudoval dvoluletý kurs při obchodní obchodní akademii a pak pracoval jako úředník. Zpěv studoval u Rudolfa Kaulfuse a Theodora Czernika. V sezóně 1935/1936 působil v Olomouci. Od roku 1936 do roku 1948 působil v Národním divadle. Dne 1. 8. 1948 odešel do invalidního důchodu. Poté pracoval v civilním zaměstnání a hrál vedlejší role ve filmech.

## Filmografie
- Role Jeníka v opeře Prodaná nevěsta při představení v Národním divadle – Pantáta Bezoušek (film, 1941)
- Vedlejší role ve filmech: Znamení Raka, Nahá pastýřka, Dita Saxová, Čtyři v kruhu, Já, spravedlnost, Rakev ve snu viděti…, Čest a sláva, Přehlídce velím já! a Hvězda.

## Ocenění
- Zasloužilý umělec (1966)